# Tityridae
Tityridae là một họ chim trong bộ Passeriformes.

## Phân loại học
Theo truyền thống, chi Laniocera xếp trong họ Tyrannidae, các chi Iodopleura, Laniisoma, Tityra, Pachyramphus và Xenopsaris xếp trong họ Cotingidae còn chi Schiffornis xếp trong họ Pipridae. Ba trong số các chi này, Tityra, Pachyramphus và Xenopsaris, sau đó được chuyển sang họ Tyrannidae trên cơ sở hình thái hộp sọ và minh quản.
Sự tồn tại của họ Tityridae (mặc dù đơn giản chỉ được coi là một nhánh) lần đầu tiên được đề xuất năm 1989 trên cơ sở hình thái học của một vài đặc trưng minh quản và bộ xương. Điều này sau đó được xác nhận sau nhiều nghiên cứu bao gồm cả mtDNA và nDNA. Các chứng cứ gợi ý rằng có hai nhánh cơ sở trong họ này, nhánh một bao gồm các chi Schiffornis, Laniocera và Laniisoma (với độ hỗ trợ tự khởi động mạnh), còn nhánh hai bao gồm Iodopleura, Tityra, Xenopsaris và Pachyramphus (với độ hỗ trợ tự khởi động yếu).
Theo nghĩa hẹp họ này gồm 2 phân họ, chứa 7 chi và 35 loài.
- Phân họ Ptilochlorinae P.L. Sclater, 1888, đồng nghĩa Schiffornithinae Sibley & Ahlquist, 1985, nhóm Schiffornis.
  - Laniisoma (đồng nghĩa muộn: Ptilochloris): 1 loài (Laniisoma elegans).
  - Laniocera: 2 loài.
  - Schiffornis: 7 loài.
- Phân họ Tityrinae G.R. Gray, 1840 (1832-33)
  - Iodopleura: 3 loài.
  - Tityra: 4 loài.
  - Xenopsaris: 1 loài (Xenopsaris albinucha)
  - Pachyramphus: 17 loài.